# Lijst van autosnelwegknooppunten in Denemarken
Dit is een lijst van knooppunten in Denemarken.
| Naam                | Wegen                                                                           | Regio           | Type          |
| ------------------- | ------------------------------------------------------------------------------- | --------------- | ------------- |
| Aalborg Centrum     | Ådalsmotorvejen, Nordjyske Motorvej                                             | Noord-Jutland   | splitsing     |
| Aalborg Nord        | Kridtsvinget, Nordjyske Motorvej                                                | Noord-Jutland   | splitsing     |
| Aalborg Syd         | Mariendals Mølle Motorvejen, Nordjyske Motorvej                                 | Noord-Jutland   | trompet       |
| Århus Nord          | Djurslandmotorvejen, Østjyske Motorvej, Nordjyske Motorvej                      | Midden-Jutland  | trompet       |
| Århus Syd           | Århus Syd Motorvejen, Østjyske Motorvej                                         | Midden-Jutland  | splitsing     |
| Århus Vest          | Herningmotorvejen, Østjyske Motorvej                                            | Midden-Jutland  | klaverblad    |
| Avedøre             | Amagermotorvejen, Køge Bugt Motorvejen, Motorring 3                             | Hoofdstad       | trompet       |
| Ballerup            | Motorring 4, Frederikssundmotorvejen                                            | Hoofdstad       | trompet       |
| Brøndby             | Holbækmotorvejen, Motorring 3                                                   | Hoofdstad       | klaverblad    |
| Fredericia          | Østjyske Motorvej, Taulovmotorvejen                                             | Zuid-Denemarken | splitsing     |
| Gladsaxe            | Hillerødmotorvejen, Motorring 3                                                 | Hoofdstad       | klaverblad    |
| Herning             | Herningmotorvejen, Midtjyske Motorvej                                           | Midden-Jutland  | klaverblad    |
| Herning Syd         | Messemotorvejen, Midtjyske Motorvej                                             | Midden-Jutland  | trompet       |
| Ishøj               | Køge Bugt Motorvejen, Motorring 4                                               | Hoofdstad       | splitsing     |
| Kliplev             | Sønderjyske Motorvej, Sønderborgmotorvejen                                      | Zuid-Denemarken | trompet       |
| Køge Vest           | Køge Bugt Motorvejen, Sydmotorvejen, Vestmotorvejen                             | Seeland         | splitsing     |
| Kolding             | Sønderjyske Motorvej, Taulovmotorvejen                                          | Zuid-Denemarken | splitsing     |
| Kolding Vest        | Esbjergmotorvejen, Sønderjyske Motorvej                                         | Zuid-Denemarken | klaverturbine |
| Kongens Lyngby      | Helsingørmotorvejen, Lyngbymotorvejen, Motorring 3                              | Hoofdstad       |               |
| Nørresundby Centrum | Nordjyske Motorvej, Nørresundbygrenen                                           | Noord-Jutland   | splitsing     |
| Odense              | Fynske Motorvej, Svendborgmotorvejen                                            | Zuid-Denemarken | klaverblad    |
| Rødovre             | Motorring 3, Frederikssundmotorvejen                                            | Hoofdstad       | halve ster    |
| Skærup              | Østjyske Motorvej, Sønderjyske Motorvej                                         | Zuid-Denemarken | splitsing     |
| Taastrup            | Holbækmotorvejen, Motorring 4                                                   | Hoofdstad       | halve ster    |
| Vallensbæk          | Holbækmotorvejen, Motorring 4                                                   | Hoofdstad       | halve ster    |
| Vendsyssel          | Frederikshavnmotorvejen, Hirtshalsmotorvejen, Nordjyske Motorvej, Thistedgrenen | Noord-Jutland   | splitsing     |

Aalborg Centrum · Aalborg Nord · Aalborg Syd · Århus Nord · Århus Syd · Århus Vest · Avedøre · Ballerup · Brøndby · Fredericia · Gladsaxe · Herning · Herning Syd · Ishøj · Kliplev · Køge Vest · Kolding · Kolding Vest · Kongens Lyngby · Nørresundby Centrum · Odense · Rødovre · Skærup · Taastrup · Vallensbæk · Vendsyssel